# 左翼社會革命黨起義
左翼社會革命黨起義是1918年7月由左翼社會革命黨人控制的契卡人员在莫斯科发动的反布尔什维克起义，布尔什维克方面依靠的力量除契卡以外还包括拉脱维亚步枪兵。起义开始于7月6日，宣称其目的是重新与德国开战。此次起义是俄国内战期间众多反對布爾什維克的左翼起義之一。起义开始前，德国驻苏俄大使威廉·冯·米尔巴赫被谎称得到捷尔任斯基授权的左翼社會革命黨契卡人员雅科夫·布朗金和尼古拉·安德烈耶夫在大使馆刺杀。为了调查此事，契卡领导人、老布尔什维克捷尔任斯基前往左翼社會革命黨总部调查并试图逮捕相关作案者，但反而被扣为人质。于是，左翼社會革命黨在莫斯科发动起义，人数800—2000，拥有大炮、机枪和装甲车。起义军占领了电话局和电报局，宣称已夺取权力并得到了广大人民的支持。当天，列宁连夜调集以拉脱维亚步枪兵为主体的军队进行反攻，7月7日早在谈判失败后炮击左翼社會革命黨总部，下午起义被镇压。